# Gennaro Napoli
Gennaro Napoli (Napoli, 19 maggio 1881 – Napoli, 28 giugno 1943) è stato un compositore italiano.

## Biografia
Esponente della scuola musicale napoletana del Novecento, ha composto opere liriche, musica sinfonica e cameristica.
Studia al Conservatorio San Pietro a Majella di Napoli con i maestri Camillo De Nardis e Nicola D'Arienzo.
Dal 1912 ha insegnato armonia presso il Liceo Musicale di Napoli e, dal 1916, Composizione presso il Conservatorio di San Pietro a Majella, di cui fu vice-direttore dal 1926, e dove per molti anni ha formato generazioni di compositori e musicisti, divenendo, con Achille Longo, uno dei simboli della scuola musicale napoletana del Novecento.  La sua fama di didatta lo ha fatto accostare dalla critica a illustri didatti come Alfred Dubois o Charles Koechlin. Rinomato il suo corollario di temi in due volumi, edito da Ricordi, e considerato ancor oggi uno standard per gli studenti di composizione nei conservatori,.  Altre sue opere didattiche sono pubblicate per la Curci.

## Vita privata
Era il  padre del musicista Jacopo, di Tommaso, Margherita e l'archeologo Mario Napoli.

## Alcune opere significative

### Opere liriche
- Armida abbandonata
- Jacopo Ortis
- La principessa senza sorriso

### Teatro in musica
- Sogno di un tramonto d'autunno di Gabriele D'Annunzio

### Musica sinfonica
- La montagna, Suite (1906)
- Sinfonia in re min.
- L'anno mille, poema sinfonico (1909)
- Scene infantili, Suite in sei movimenti per orchestra (1926)
  - 1. Marionette
  - 2. Ninna-nanna
  - 3. Barbone in sogno
  - 4. Piccola tristezza
  - 5. Serenatella a Pupa
  - 6.  L'Angelus

### Musica per soli o coro e orchestra o strumenti
- Il sole risorto, per soli, coro e orchestra su versi di Alfredo Catapano
- Il convegno degli spiriti, cantata per soli e orchestra

### Musica da camera
- Quartetto per archi (1903)
- Sonata per violino e pianoforte
- Frammento per mandolino e pianoforte
- Aria per violino e pianoforte